# Ahuirán
Ahuirán är en ort i Mexiko.   Den ligger i kommunen Paracho och delstaten Michoacán de Ocampo, i den södra delen av landet, 300 km väster om huvudstaden Mexico City. Ahuirán ligger 2 263 meter över havet och antalet invånare är 1 906.
Terrängen runt Ahuirán är huvudsakligen kuperad, men österut är den bergig. Runt Ahuirán är det ganska tätbefolkat, med 134 invånare per kvadratkilometer. Närmaste större samhälle är Paracho de Verduzco, 3,3 km sydost om Ahuirán. I omgivningarna runt Ahuirán växer huvudsakligen savannskog.